# Diócesis de Tarrasa
La diócesis de Tarrasa (en latín: Dioecesis Terrassensis y en catalán: Bisbat de Terrassa) es una circunscripción eclesiástica de la Iglesia católica en España. Se trata de una diócesis latina, sufragánea de la archidiócesis de Barcelona. Desde el 3 de diciembre de 2021 su obispo es Salvador Cristau Coll.

## Territorio y organización

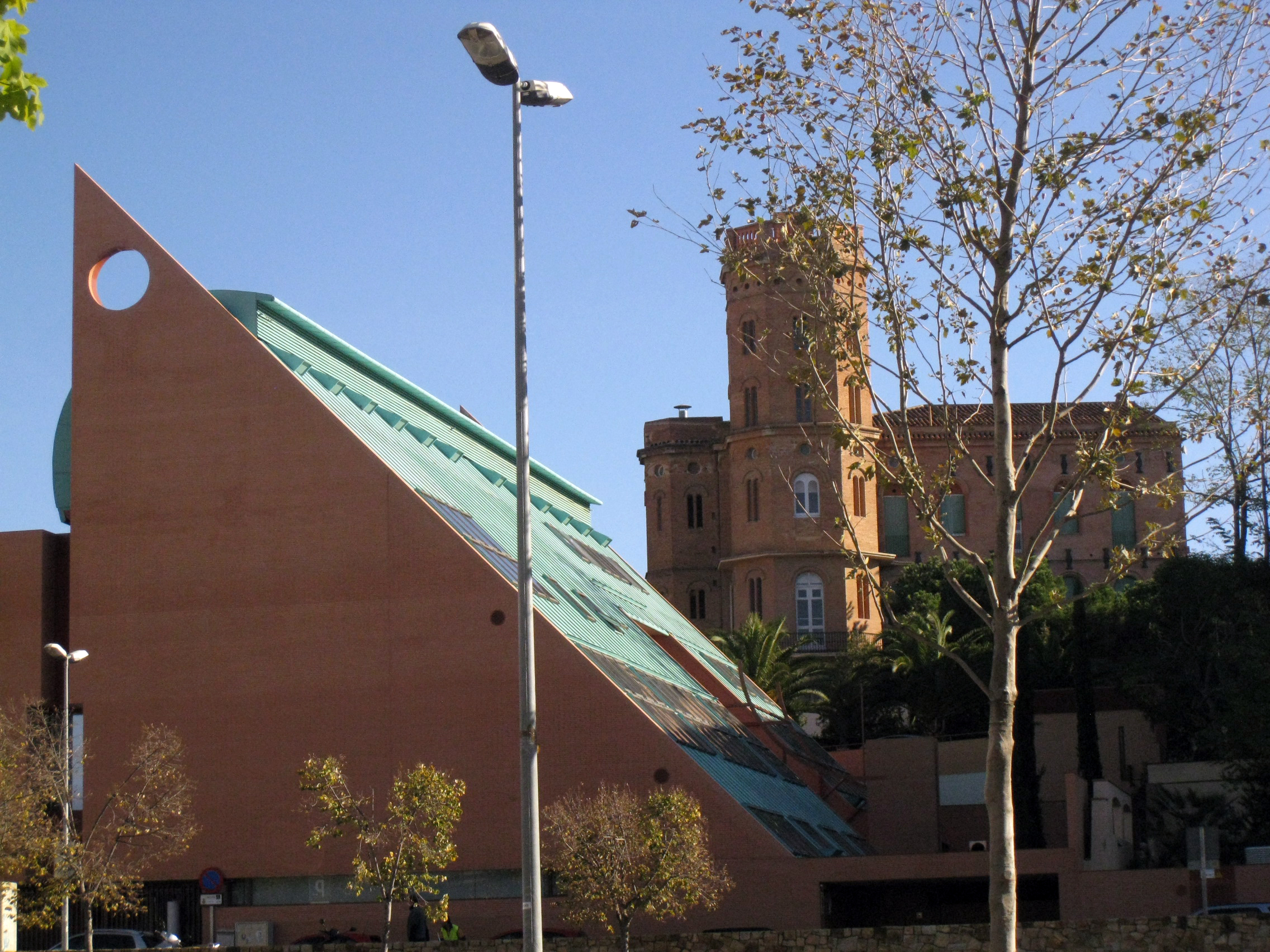
Nuevo Palacio Episcopal de Tarrasa, inaugurado en 2010, sede de la curia diocesana

La diócesis tiene 1197 km² y extiende su jurisdicción sobre los fieles católicos de rito latino residentes en la comunidad autónoma de Cataluña y comprende en la provincia de Barcelona 53 municipios de las comarcas del Vallés Occidental (excepto Castellbisbal, Gallifa, Rellinars y Sant Llorenç Savall) y el Vallés Oriental (excepto Figaró-Montmany, Sant Feliu de Codines, y Tagamanent), más el barrio barcelonés de Les Planes.
La sede de la diócesis se encuentra en la ciudad de Tarrasa, en donde se halla la Catedral del Espíritu Santo. Para formar a los seminaristas, el obispado cuenta con dos seminarios diocesanos. La diócesis posee varios templos de valor arquitectónico.
En 2020 en la diócesis existían 121 parroquias agrupadas en 11 arciprestazgos.

### Arciprestazgos
Montcada
Contiene 6 parroquias, entre ellas las de Sardañola del Vallés, Moncada y Reixach y Ripollet.
San Cugat - Las Planas
Contiene 5 parroquias, entre ellas las de Bellaterra, Las Planas, San Cugat del Vallés, Valldoreix.
Tarrasa
Contiene 16 parroquias, entre ellas las de Matadepera, Tarrasa, Ullastrell y Viladecavalls.
Rubí
Contiene 5 parroquias, todas las cuales en Rubí.
Sabadell Centro
Contiene 10 parroquias, entre ellas las de Castellar del Vallés, el centro de Sabadell y San Quirce del Vallés.
Sabadell Norte
Contiene 9 parroquias, entre ellas las de Polinyá, la parte norte de Sabadell y Senmanat.
Sabadell Sur
Contiene 6 parroquias, entre ellas las de Badia del Vallés, Barberá del Vallés y la parte sur de Sabadell.
Granollers
Contiene 15 parroquias, entre ellas las de Canovellas, Las Franquesas del Vallés, Granollers, Montornés del Vallés, La Roca del Vallés, Vallromanes y Vilanova del Vallés.
Montbuy y Puiggraciós
Contiene 11 parroquias, entre ellas las de La Ametlla, Bigas, Caldas de Montbui, La Garriga, Llissá de Munt, Palau-solità i Plegamans y Santa Eulalia de Ronsana.
Mollet
Contiene 9 parroquias: La Llagosta, Llissá de Vall, Martorellas, Mollet del Vallés, Montmeló, Paret, San Fausto de Campcentellas, Santa María de Martorellas de Arriba y Santa Perpetua de Moguda.
Montseny
Contiene 25 parroquias, entre ellas las de Campins, Cánoves, Cardedeu, Fogás de Monclús, Gualba, Llinars del Vallés, Montseny, San Antonio de Vilamajor, San Celoni, San Esteban de Palautordera, San Pedro de Vilamajor, Santa María de Palautordera, Vallgorguina y Villalba Saserra.

## Historia

### Diócesis de Egara
Hacia el siglo V existió una diócesis con sede en Egara, una región de la Cataluña romana que se correspondía con la actual ciudad de Tarrasa. 
Se tiene constancia documental que el obispado existía a mediados de siglo V, en el 450, desmembrada de la diócesis de Barcelona. En 614 se celebró el Concilio de Egara, de carácter provincial para la Tarraconense, y perduró hasta la invasión sarracena del 718. Tras un intento frustrado de restauración de la antigua diócesis después de la conquista carolingia de la marca Hispánica, el obispado pasó a depender definitivamente de Barcelona según una capitulación real de Carlos el Calvo en el 874.
La sede del antiguo obispado de Egara se encontraba donde hoy está el conjunto monumental de las iglesias de San Pedro. Este conjunto está formado por la iglesia de Santa María, que fue la catedral de la diócesis, la iglesia de San Miguel, que sirvió como Martyrium, y la iglesia de San Pedro, que sirvió como parroquia. Abarcaba buena parte del territorio del obispado actual y se adentraba también por el Bajo Llobregat, Noya y Alto Panadés. 
De la antigua diócesis egarense, hay que destacar los obispos Ireneu y Nebridi.

### Diócesis de Tarrasa
Sobre gran parte del territorio de la antigua diócesis de Egara el 15 de junio de 2004 con la bula Christifidelium salutem el papa Juan Pablo II erigió la diócesis de Tarrasa separando territorio de la arquidiócesis de Barcelona. Su primer obispo fue José Ángel Saiz Meneses, que tomó posesión el 25 de junio del mismo año.
En 2006 se erigió el Seminario Mayor Diocesano San Juan Bautista y en 2011 el Seminario Menor Diocesano Virgen María de la Salud.
La Virgen de la Salud fue proclamada patrona de la diócesis el 11 de mayo de 2008 en Sabadell. Su fiesta se celebra el 19 de octubre.
El 26 de junio de 2010, Salvador Cristau Coll fue ordenado obispo auxiliar en la catedral de Tarrasa, siéndole asignada la sede titular de Algeciras.
El 15 de junio de 2021 Salvador Cristau Coll fue elegido por el Colegio de Consultores de la diócesis, administrador diocesano sede vacante. El 3 de diciembre, Salvador Cristau fue nombrado obispo diocesano de Tarrasa.

## Estadísticas
Según el Anuario Pontificio 2021 la diócesis tenía a fines de 2020 un total de 1 250 927 fieles bautizados.
| Año                                                                             | Población | Población | Población      | Sacerdotes | Sacerdotes | Sacerdotes | Católicos por sacerdote | Diáconos permanentes | Religiosos | Religiosos | Parroquias y cuasiparroquias |
| Año                                                                             | Católicos | Total     | % de católicos | Total      | Diocesanos | Regulares  | Católicos por sacerdote | Diáconos permanentes | Masculinos | Femeninos  | Parroquias y cuasiparroquias |
| ------------------------------------------------------------------------------- | --------- | --------- | -------------- | ---------- | ---------- | ---------- | ----------------------- | -------------------- | ---------- | ---------- | ---------------------------- |
| 2004                                                                            | 1 000     | 1 100 000 | 90.9           | 165        | 165        |            | 6060                    |                      |            |            | 120                          |
| 2010                                                                            | 1 222 420 | 1 238 655 | 98.7           | 179        | 127        | 52         | 6829                    | 7                    | 80         | 572        | 119                          |
| 2014                                                                            | 1 236 000 | 1 254 000 | 98.6           | 175        | 120        | 55         | 7062                    | 10                   | 81         | 498        | 123                          |
| 2017                                                                            | 1 230 220 | 1 254 311 | 98.1           | 153        | 110        | 43         | 8040                    | 14                   | 67         | 451        | 121                          |
| 2020                                                                            | 1 250 927 | 1 302 272 | 96.1           | 142        | 88         | 54         | 8809                    | 17                   | 72         | 369        | 121                          |
| Fuente: Catholic-Hierarchy, que a su vez toma los datos del Anuario Pontificio. |           |           |                |            |            |            |                         |                      |            |            |                              |

Según estadísticas oficiales, 21 seminaristas cursaron estudios durante el curso 2017-2018 en el Seminario Mayor diocesano de San Juan Bautista.

## Episcopologio
| Foto | Escudo | Titular                 | Período                         | Período             | Fin del cargo (razón)         |
| Foto | Escudo | Titular                 | Inicio                          | Fin                 | Fin del cargo (razón)         |
| ---- | ------ | ----------------------- | ------------------------------- | ------------------- | ----------------------------- |
|      |        | José Ángel Sáiz Meneses | 15 de junio de 2004             | 17 de abril de 2021 | Nombrado arzobispo de Sevilla |
|      |        | Salvador Cristau Coll   | Desde el 3 de diciembre de 2021 |                     |                               |